# 토치 싱어
토치 싱어(Torch Singer)는 미국에서 제작된 알렉산더 홀, 조지 섬니스 감독의 1933년 드라마, 뮤지컬, 멜로/로맨스 영화이다. 클로데트 콜베르 등이 주연으로 출연하였다.

## 출연

### 주연
- 클로데트 콜베르
- 리카르도 코르테즈

### 조연
- 데이비드 매너즈
- 리다 로버티
- 베이비 르로이
- 찰리 그레이프
- 샘 갓프리
- 플로렌스 로버츠
- 코라 수 콜린스
- 헬렌 제롬 에디
- 앨버트 콘티
- 에델 그리피즈

## 제작진
- 의상: 트라비스 밴톤